# Horusname
Der Horusname ist einer der „fünf großen Namen“ im altägyptischen Königstitular. Er ist der älteste Königsname der ägyptischen Geschichte. Er wird besonders in neuerer Zeit vermehrt auch als Serechname bezeichnet.

## Beschreibung

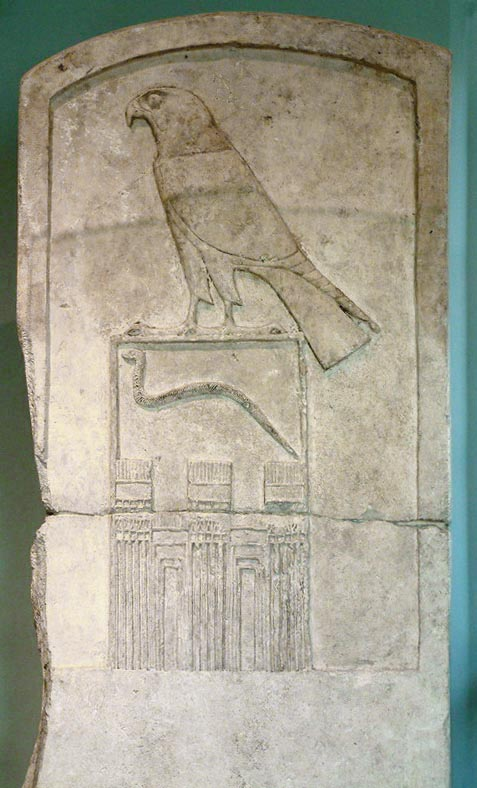
Serech mit dem Namen von Wadji, Louvre

Geschrieben wird der Horusname des Regenten in einem sogenannten Serech. Das Wort serech selbst bedeutet übersetzt „bekannt machen“ oder „verkünden“, wird aber auch mit „Palastfassade“ übersetzt. Der Serech besteht aus einem aufrechten Rechteck, auf dem für gewöhnlich ein Falke thront. Der untere Teil des Rechtecks ist mit der Fassade des Königspalastes dekoriert, der obere Teil symbolisiert den Hof beziehungsweise das Haus, und in der freien Fläche steht der Name des Herrschers. Die Gestalt und Komplexität der Palastfassade kann stark variieren.

## Geschichte
Der Horusname ist seit frühdynastischer Zeit, seit der Naqada III.-Periode (um ca. 3.200 v. Chr.), sicher belegt. Zu dieser Zeit trat er allerdings noch anonym, also ohne eingetragenen Königsnamen auf, was eine Zuweisung zu frühen Herrschern erheblich erschwert. Auf vielen Gefäßen (meist als Ritzung auf Tonvasen, seltener als Gravur auf Steingefäßen) erscheint nicht selten neben dem Serech eine Hieroglyphe, doch ist zuhöchst unsicher, ob sie einen Herrschernamen meint (und somit eigentlich in den Serech gehört), oder etwas anderes, zum Beispiel eine Ortsangabe. Auf manchen Abbildungen hält der Horusfalke den Serech sogar falsch herum (Palastfassade oben, Königshof unten). Der erste frühdynastische Herrscher, der die endgültige und wohlbekannte Form des Horusnamens mit eingetragenen Namenshieroglyphen benutzte und durchsetzte, war König Ka (Ende der 0. Dynastie). Bis etwa König Narmer ist der Horusname der einzige Name, der offiziell für den König verwendet wird, danach wird er, besonders auf Tonsiegeln, immer häufiger von weiteren Namen begleitet, die möglicherweise eine frühe Form des Thronnamens darstellen. Ab König Den (Mitte der 1. Dynastie) wird der Horusname zunehmend von dem nun fest eingeführten Nesut-bitj-Namen begleitet.
Von König Snofru (Gründer der 4. Dynastie) an bis ins Neue Reich hinein wurde der Horusname nur für den noch lebenden König verwendet, war der Herrscher verstorben, benutzte man in öffentlichen Inschriften und Dokumenten den Nesut-Bitj-Namen. Seit etwa Mentuhotep II., 11. Dynastie (Mittleres Reich), lässt die Bedeutung dieses Namens wieder nach und in offiziellen Inschriften findet sich nun vermehrt der Thronname des Regenten. Der Horusname ist bis Antoninus Pius (138–161 n. Chr.), Kaiser des Römischen Reiches, belegt.

## Bedeutung
Seit der Gründung der ersten ägyptischen Kleinkönigreiche während der Naqada-III.-Periode betrachteten die Herrscher sich selbst als irdische Repräsentanten und Stellvertreter des Horus und des Seth. Daher sind die Namen im Serech theophor, also der jeweiligen Gottheit gewidmet. Horus selbst galt als Himmelsgott, dessen Vogelschwingen das Firmament und gleichzeitig das gesamte Königreich überspannten. Seine Augen waren die Sonne und der Mond, bis diese Gestirne etwa ab der Mitte des Alten Reiches eigenen Gottheiten zugewiesen wurden. Den thronenden Herrscher unter die Obhut des Horus zu stellen, sollte also symbolisieren, dass der König über ganz Ägypten herrschte.
Warum aber nur Horus als Namenspatron ausgewählt und abgebildet wurde, ist unbekannt. Die Frage darum beschäftigt die Ägyptologie sehr, weil der König ja eigentlich Horus und Seth repräsentierte. Außerdem kam es im Laufe der ägyptischen Geschichte wiederholt zu Abweichungen: der Serech des Königs „Doppelfalke“ beispielsweise ist oben eingeknickt und wird von gleich zwei Horusfalken gekrönt. Der Serech des Königs Peribsen (Mitte der 2. Dynastie) ist überhaupt nicht dem Gott Horus gewidmet, sondern wird vom Wappentier des Gottes Seth dominiert. Die tatsächlichen Beweggründe für solche Abweichungen sind ebenfalls unklar. Eine Art „Extrem“ stellt der Serech des Königs Chasechemui dar, der von Horus und Seth gleichzeitig eingeleitet wird.
Möglicherweise suchten vorgenannte Könige nach einer Möglichkeit, ihre duale Zugehörigkeit gegenüber Horus und Seth auch über den Serechnamen bildhaft auszudrücken, wussten nur nicht so recht, wie. Der Nesut-Bitj-Name (wörtlich „Der von der Binse und der Biene“; sinnbildlich „König von Ober- und Unterägypten“) gehört zu den ältesten Titeln, die dem Ausdruck nach Dualismus gerecht werden, direkt gefolgt vom sogenannten Nebtj-Namen. Erst die Doppelnamen der Könige Sechemib-Perenmaat und Chasechemui-Netjeruhetepimef bilden den Dualismusglauben deutlich genug ab. Nach Chasechemui wurde dieses Bildprogramm seltsamerweise wieder aufgegeben.